# Велика (општина)
Велика је насељено место и средиште општине у западној Славонији, Република Хрватска.

## Географија
Налази се на обронцима планине Папук.

## Историја
До нове територијалне организације подручје општине Велика, било је у саставу бивше велике општине Славонска Пожега.

## Становништво
На попису становништва 2011. године, општина Велика је имала 5.607 становника, од чега у самој Великој 2.117.
По попису становништва из 2001. године, општина Велика је имала 5.888 становника, од чега је у самој Великој живело 2.249.
До нове територијалне организације, општина Велика се налазила у саставу бивше велике општине Славонска Пожега. Национални састав општине Велика, по попису из 1991. године је био следећи:
| година пописа | укупно | Хрвати         | Срби         | Југословени | остали      |
| ------------- | ------ | -------------- | ------------ | ----------- | ----------- |
| 1991          | 6.101  | 4.900 (80,31%) | 910 (14,91%) | 61 (0,99%)  | 230 (3,76%) |

### Велика (насељено место), национални састав
На попису становништва 1991. године, насељено место Велика је имало 2.084 становника, следећег националног састава:
| Попис 1991.‍   | Попис 1991.‍  | Попис 1991.‍ | Попис 1991.‍ | Попис 1991.‍ |
| ------------- | ------------ | ----------- | ----------- | ----------- |
|               |              |             |             |             |
| Хрвати        | Хрвати       |             | 1.888       | 90,59%      |
| Срби          | Срби         |             | 68          | 3,26%       |
| Југословени   | Југословени  |             | 22          | 1,05%       |
| Чеси          | Чеси         |             | 18          | 0,86%       |
| Албанци       | Албанци      |             | 7           | 0,33%       |
| Муслимани     | Муслимани    |             | 4           | 0,19%       |
| Словенци      | Словенци     |             | 4           | 0,19%       |
| Немци         | Немци        |             | 2           | 0,09%       |
| Мађари        | Мађари       |             | 1           | 0,04%       |
| Македонци     | Македонци    |             | 1           | 0,04%       |
| Црногорци     | Црногорци    |             | 1           | 0,04%       |
| неопредељени  | неопредељени |             | 22          | 1,05%       |
| регион. опр.  | регион. опр. |             | 3           | 0,14%       |
| непознато     | непознато    |             | 43          | 2,06%       |
| укупно: 2.084 |              |             |             |             |

## Спорт
- НК Камен Инград
- Стадион СРЦ Камен Инград